# Runaway Train (Soul Asylum)
Runaway Train is een nummer van de Amerikaanse band Soul Asylum uit 1993. Het is de derde single van hun zesde studioalbum Grave Dancers Union.  Het nummer, een power ballad die gaat over depressie, werd in 1993 bekroond met een Grammy Award in de categorie Best Rock Song.
Het nummer werd in de westerse wereld een grote hit. In de Amerikaanse Billboard Hot 100 haalde het nummer de 5e positie, in de Nederlandse Top 40 de 3e en in de Vlaamse Radio 2 Top 30 de 8e.